# AN/SSQ-71
AN/SSQ-71 — американский гидроакустический буй, предназначенный для установления связи с подводной лодкой, находящейся в погружённом состоянии. Известен также как АТАС (англ. Air-Submarine Two-way Acoustic-Communication Buoy, буй для двусторонней связи летательного аппарата с подводной лодкой). Представляет собой радиоретранслятор, выполненный к корпусе буя типоразмера А.
Обмен данными между самолётом и буём осуществляется на одной из трёх заранее выбранных частот в диапазоне 163,75–166,75 МГц. Буй преобразует полученный сигнал в кодированный гидроакустический сигнал и передаёт посредством гидрофонной решётки. В качестве приёмника и передатчика гидроакустических сигналов на борту подводной лодки служит станция AN/WQC-2A. Ответный сигнал с подводной лодки принимается гидрофонами и ретранслируется по тому же радиоканалу.

## Тактико-технические характеристики
- Размеры[1]:
  - Длина — 91,4 см
  - Диаметр — 12,4 см
- Масса — 11,35 кг[1]
- Частота передатчика — 3 фиксированных частоты в диапазоне 163,75-166,75 МГц (каналы 3, 5, 7)